# كونستانتين كوليك
كونستانتين كوليك (بالأوكرانية: Кулик Костянтин Анатолійович)‏ هو لاعب كرة قدم أوكراني في مركز الوسط، ولد في 14 يونيو 1970 في أوديسا في أوكرانيا. لعب مع تشورنومورتس أوديسا ودينامو ستافروبول وروتور فولغوغراد وزمبرو تشيسيناو ونادي أوديسا ونادي كاباز ونادي نيفتشي باكو.

## وصلات خارجية
- كونستانتين كوليك على موقع اتحاد أوكرانيا (الإنجليزية)